# Институт радиотехники и электроники имени В. А. Котельникова РАН
Институт радиотехники и электроники им. В. А. Котельникова Российской академии наук (ИРЭ им. В. А. Котельникова РАН) образован по инициативе академиков АН СССР А. И. Берга, Б. А. Введенского, Н. Д. Девяткова, В. А. Котельникова, Ю. Б. Кобзарева, В. В. Мигулина, и члена-корреспондента АН СССР Д. В. Зёрнова в 1953 году. Эти выдающиеся учёные и стали первыми руководителями научных подразделений института.

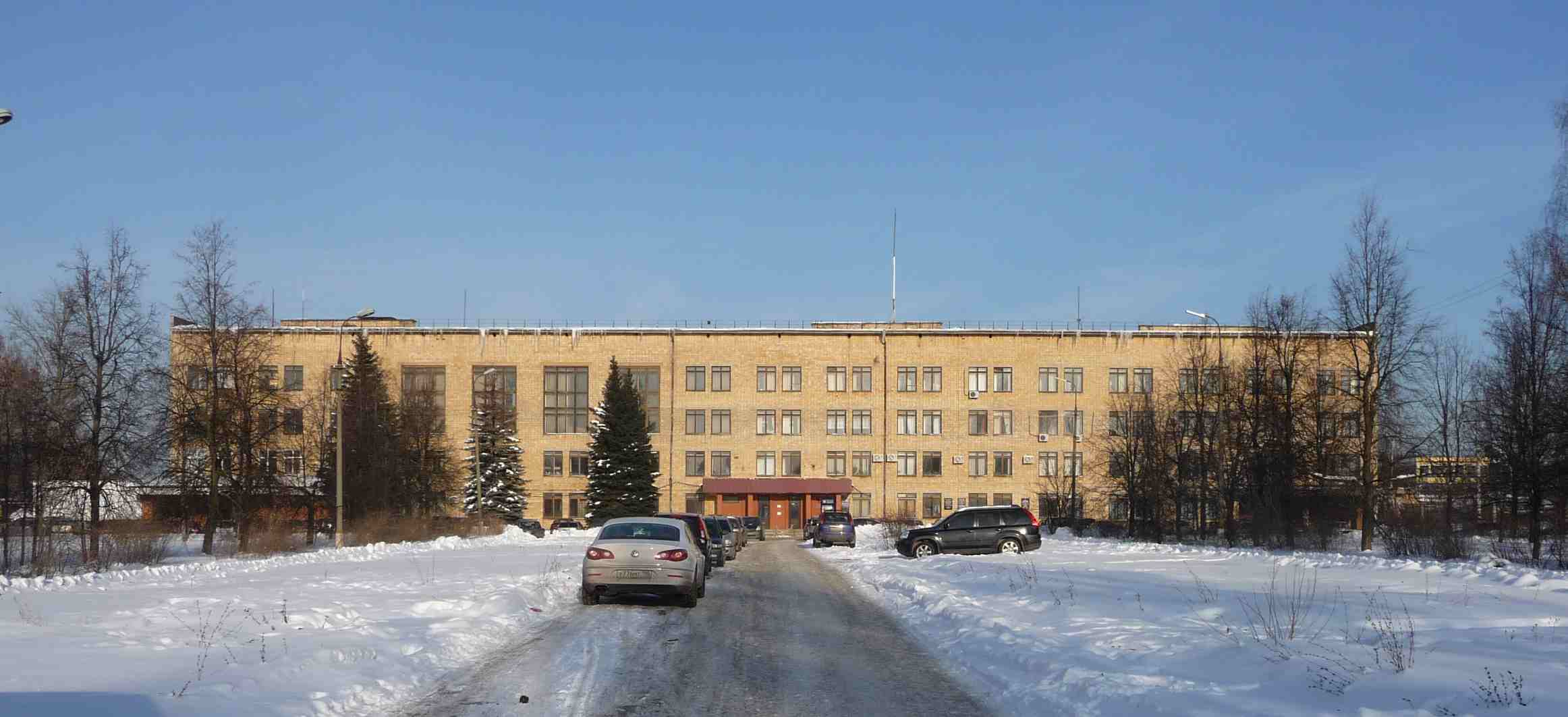
Одно из зданий Фрязинского филиала. Фрязино, Московская область

Основное здание расположено в бывшем здании физического факультета Московского государственного университета на Моховой улице.
Директор института — член-корреспондент РАН Сергей Аполлонович Никитов. Научный руководитель — академик РАН Юрий Васильевич Гуляев.
В 1955 году был открыт первый филиал института — в г. Фрязино Московской области, а затем ещё два филиала — в Саратове и Ульяновске.
И. о. директора Фрязинского филиала ИРЭ РАН является д.ф.-м.н. В. М. Смирнов.

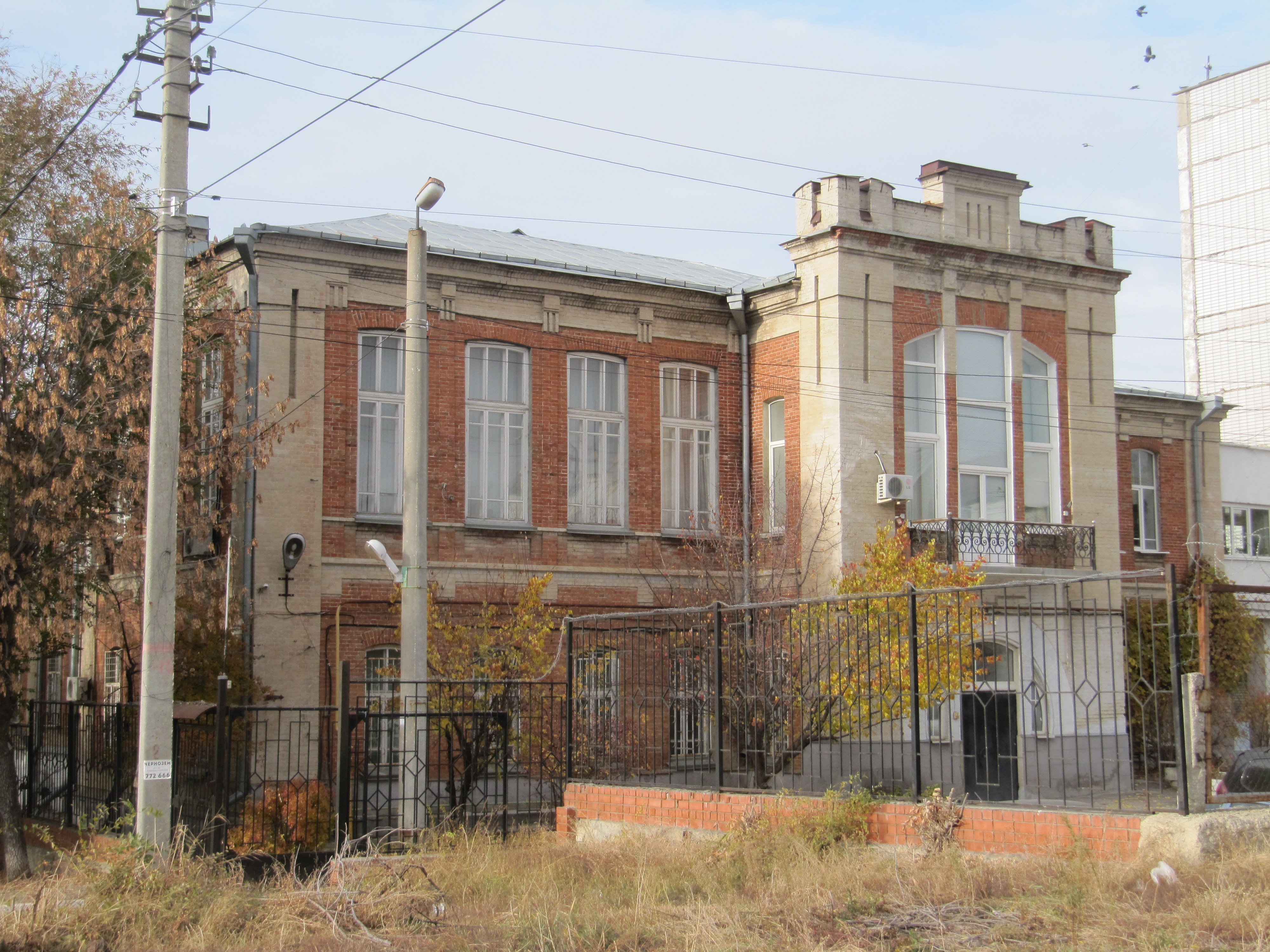
Одно из зданий Саратовского филиала

## Научные направления ИРЭ РАН
- биомедицинская радиоэлектроника;
- влияние атмосферы на работу различных радиотехнических систем;
- вычислительная физика;
- динамический хаос;
- информационные и коммуникационные технологии на основе динамического хаоса;
- магнитный резонанс и спиновая релаксация в твёрдых телах;
- нелинейная динамика;
- низкоразмерные наноструктуры;
- оптико-механические свойства материалов;
- открытые информационные системы;
- плазмохимические технологии для микро- и наноэлектроники;
- планетная радиолокация и космическая радиофизика;
- радиофизические дистанционные методы изучения земных покровов и атмосферы;
- разработка языков программирования;
- сверхпроводниковые болометры терагерцового диапазона;
- сверхпроводниковые устройства для приема и обработки информации;
- телемедицина;
- тонкоплёночная оксидная электроника;
- физика магнитных явлений;
- электромагнитная томография.